# Сливной
Сливной — посёлок в Троицком районе Челябинской области России, относится к Дробышевскому сельскому поселению.

## География
Рельеф — равнина (Западно-Сибирская равнина); ближайшая выс.— 216 м. Ландшафт — лесостепь. В окрестностях многочисл. мелководные озера, болота, колки.
Поселок связан грунтовыми и шоссейными дорогами с соседними населенными пунктами. Расстояние до районного центра (Троицк) 11 км, до центра сельского поселения (с. Дробышево) — 9 км.

## История
Поселок основан в 1920-е гг. при Троицкой колонии для заключенных с психическими отклонениями (ныне обл. психоневрологич. больница № 3). Название получил по близлежащим озерам, которые летом пересыхают и  весной сливаются.

## Население
| 2002 | 2010 |
| ---- | ---- |
| 282  | ↘212 |

(в 1963 — 393, в 1970 — 470, в 1983 — 535, в 1995 — 114)

## Улицы
- Зеленая улица
- Центральная улица